# Aiguilles d’Arves
Aiguilles d’Arves – (pol. Igły Arves) - zespół trzech wyraźnie odrębnych szczytów w postaci potężnych, skalnych turni w masywie Arves w Alpach francuskich, na południe od Maurienne:
- L’Aiguille Meridionale (Igła Południowa; 3514 m n.p.m.) - najwyższy szczyt całego masywu;
- L’Auguille Centrale (Igła Centralna; 3513 m n.p.m.), oddzielona od poprzedniej przełęczą col de Gros Jean (3 265 m);
- L’Aiguille Septentrionale (Igła Północna; dwuwierzchołkowa: 3364 i 3358 m n.p.m., z racji wyglądu nazywana Tête de Chat czyli Głowa Kota), oddzielona od poprzedniej przełęczą col des Aiguilles d'Arves (3 163 m).

## Położenie
Szczyty Igieł Arves, położone około pięćdziesięciu kilometrów na wschód od Grenoble, w masywie Arves, należą do dorzecza Maurienne i oddzielają doliny Arvan na zachodzie i Valloirette na wschodzie. Jedynie południowa igła okrywa basen Oisans. Znajdują się na granicy departamentów Sabaudia i Alp Wysokich.

## Historia
Centralny szczyt (L'Aiguille Centrale) został po raz pierwszy zdobyty przez braci Pierre’a Alexisa i Benoît Nicolasa Magnina z pobliskiego Saint-Michel-de-Maurienne 2 września 1839 roku. Jako dowód zbudowali oni na nim kopiec z kamieni i zostawili dwie sardyńskie monety pod skałą na szczycie.
Południowy szczyt (L’Aiguille Meridionale) po raz pierwszy zdobyli szwajcarscy przewodnicy górscy, Christian i Ulrich Almer oraz ich amerykański klient, W.A.B. Coolidge z Nowego Jorku. W latach 70 i 80 XIX wieku Coolidge dokonywał pierwszych wejść na szczyty, szczególnie w Alpach Delfinackich. Wcześniej ta sama grupa wspięła się na L’Auguille Centrale, w 1874 r. Na szczycie znaleźli wprawdzie kopiec zbudowany przez braci Magninów, ale przypisali go legendarnemu łowcy kozic. Dzień po zdobyciu L’Aiguille Meridionale, w 1878 Benoît Magnin poinformował ich o swoim wejściu, które miało miejsce 39 lat wcześniej.

## Geografia
Szczyty tworzące Aiguilles d’Arves.
| Nazwa                               | Tłumaczenie                           | Wysokość | Pierwsze wejście                                           |
| ----------------------------------- | ------------------------------------- | -------- | ---------------------------------------------------------- |
| L’Aiguille Meridionale              | Igła Południowa                       | 3514 m   | Ojciec i syn Almerowie oraz W.A.B. Coolidge, 22 lipca 1878 |
| L’Aiguille Centrale                 | Igła Centralna                        | 3513 m   | Pierre Alexis i Benoît Nicolas Magnin, w 1839              |
| L’Aiguille Septentrionale, Bec Nord | Igła Północna, wierzchołek północny   | 3364 m   | W.A.B. Coolidge oraz ojciec i syn Almerowie, 23 lipca 1878 |
| L’Aiguille Septentrionale, Bec Sud  | Igła Północna, wierzchołek południowy | 3358 m   | Margaret Brevoort i W.A.B. Coolidge, 3 lipca 1873          |

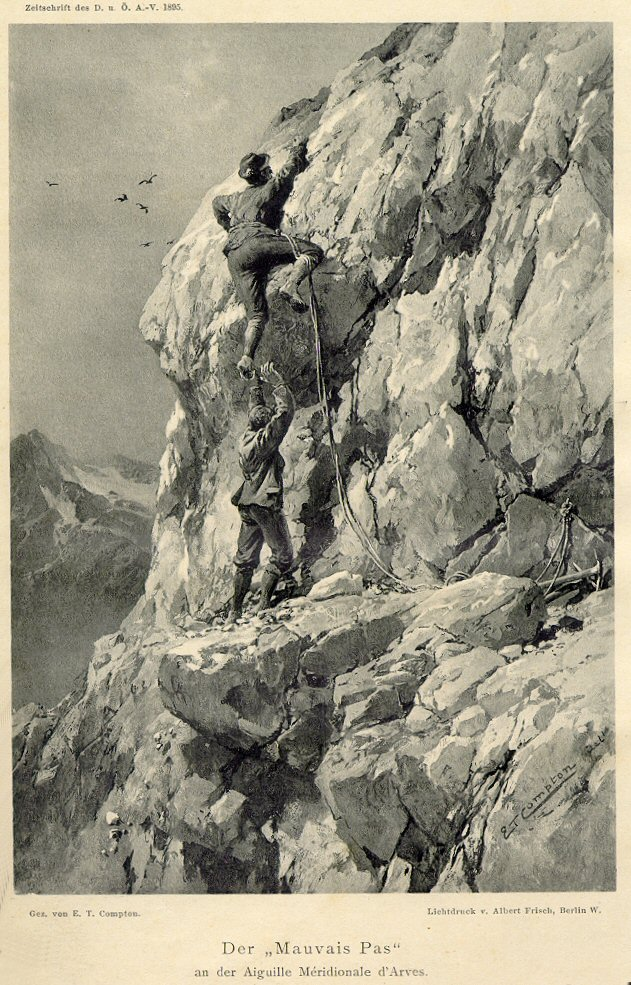
„Zły krok” na Aiguille Méridionale d’Arves pokazuje Ludwiga Purtschellera i Karla Blodiga. Ilustracja: E.Compton, 1895

- Pierwszego trawersowania wszystkich trzech szczytów (w trakcie trzydniowej wspinaczki) dokonali w 1902 r. E. Pichl i E. Hacker.